# 規律 (小說)
《規律》是一部衛斯理系列中的小説，由香港科幻小説家倪匡所寫，系列編號17，《多了一個》一同出版。

## 故事大綱
康納士博士被譽為現代科學界的權威人物，他突然死亡的消息轟動全球，警方調查結果評定他的死因為自殺。但一卷關於康納士博士日常生活的影片卻令科學家田中正一博士起了疑心，堅信康納士是被謀殺的。在表面看來，這輯影片只是記錄了康納士極其規律化的生活，每天在同一個地點重複著相同的行徑。
衛斯理獲田中正一邀請到以學術研究而著名的維城查案，田中懷疑科學家康納士不是自殺而是被謀殺。由影片知道，有人三年來對康納士的活動進行錄影，而影片是由一少年亨利拾得。衛查不到結果，準備離去時遇白克調查員，再查，知有一少年在鄰城被燒焦了，最後也証明該少年是亨利。由亨利女友麗拉得一電話號碼，竟是田中正一，田中以為案件已破自盡。後衛由白克口中知跟田中聯絡的盧達夫乃殺亨利兇手。
原來盧是外國間諜意圖挖角康納士，若失敗則B計畫是將他殺死，但殺的方法有千百種，最後他們間諜組織有一個高深心理學家，提出了一種攻心方案並被採用，他們派人拍攝3年博士的上下班活動，再以線條方式跟昆蟲土蜂的活動比較，並展示給康納士，暗示他的活動跟土蜂差不多，有同樣的規律，結果康受不了刺激而自殺。康纳士博士是高级知識分子，他一直以为自己是人類菁英，是地球的主宰，可以憑人類的努力，做出任何事來，但忽然之间發現所謂的萬物之靈，和昆蟲其實没有什麼不同，於是便厭世自殺，該心理學家就是準確看穿了這種人的性格弱點。
本故事較不像科幻小說而是一種諷刺寓言，表示在高度分工化的現代社會中人都成了千篇一律的昆蟲。
| 前任者： 016 不死藥 | 衛斯理系列（按編號） 017 規律、多了一個              | 繼任者： 018 支離人 |
| 前任者： 地圖       | 衛斯理系列（按連載時序） 1972年5月5日至1972年6月23日 | 繼任者： 沉船       |